# 1912 en Lorraine
Chronologie de la Lorraine
- 1908
- 1909
- 1910
- 1911
- 1912
- 1913
- 1914
- 1915
- 1916

Cette page est une liste d'événements qui se sont produits durant l'année 1912 en Lorraine.

## Événements
- Fondation du Metz Sport Verein.
- Ouverture de la Mine d'Errouville à Crusnes [1]

Drapeau officieux du Reichsland, utilisé par le Parlement d'Alsace-Lorraine de 1912. Il reprend les couleurs de l’Alsace et la croix de Lorraine.

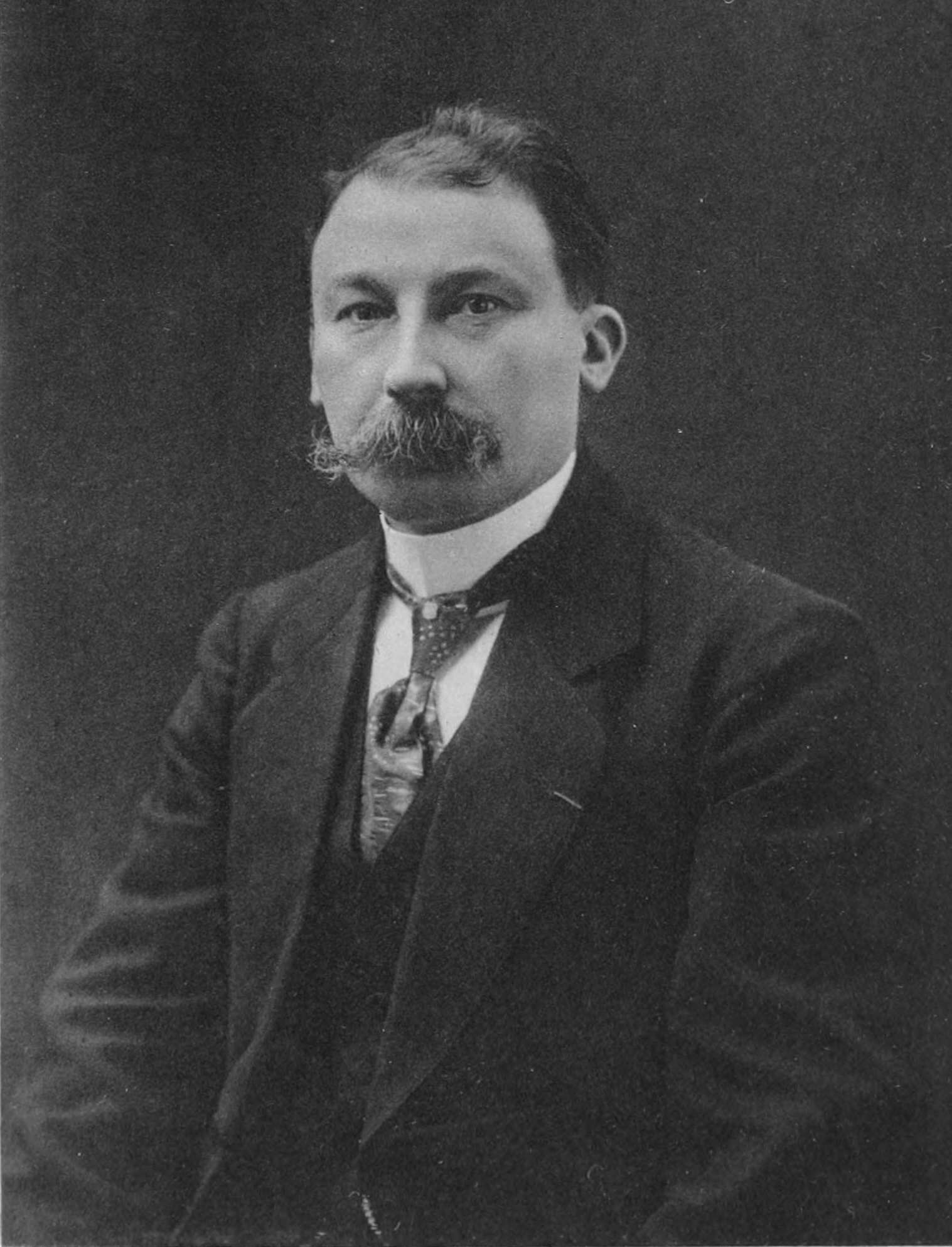
Victor Grignard

- Victor Grignard, reçoit le prix Nobel de chimie pour son invention des composés organo-métalliques connus sous le nom de réactifs de Grignard.
- Ferdinand de Langenhagen est élu sénateur de Meurthe-et-Moselle.

- 7 avril : un meeting aérien rassemble 100 000 personnes à Jarville[2].
- 25 juin : la croix de Lorraine figure sur le drapeau du Reichsland d'Alsace-Lorraine, adopté par le Landtag d'Alsace-Lorraine[3].
- 2 juillet : arrivée à Longwy de la 2e étape du Tour de France. Le départ avait été donné de Dunkerque. Après 388 km de course, Odile Defraye remporte l'étape en 13h01'08"[4]
- 4 juillet : le tour de France part de Longwy en direction de Belfort. L'étape, longue de 331 kilomètres est remportée par Eugène Christophe[4]
- 31 juillet : pour la première fois en France, le courrier est acheminé par avion entre Jarville et Lunéville[5].
- septembre : Visite à Nancy du Grand-duc Nicolas de Russie[5].

## Naissances

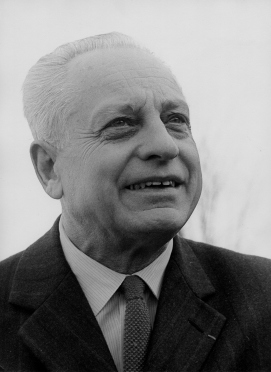
André Amellér vers 1980

- 2 janvier à Arnaville : André Amellér, compositeur, contrebassiste et chef d'orchestre français mort le 14 mai 1990.
- 5 janvier à Téterchen : Joseph Wirtz (mort le 12 septembre 1991 à Boulay-Moselle), athlète français spécialiste du lancer du marteau.
- 11 janvier à Fraize : Raymond Georges Voinquel, photographe de plateau français, mort le 15 juillet 1994 à Paris (17e)[6].
- 17 janvier à Lépanges-sur-Vologne : Camille Cunin, mort à Cannes le 4 mai 2004), militaire français, Compagnon de la Libération. En 1940, il décide de se rallier à la France libre et combat en Afrique et en Italie avant de prendre part à la Libération de la France. Après la Seconde Guerre mondiale, il mène une carrière d'administrateur dans les colonies françaises.
- 24 janvier à Nancy : Jean-Pierre Alem, pseudonyme de Jean-Pierre Georges Alphonse Callot, mort à Paris le 7 juillet 1995[7], romancier et essayiste français.
- 4 février à Arches (Vosges) : Jean Auguste Hérold, dit Hérold-Paquis, fusillé au fort de Châtillon (dans l'actuelle commune de Fontenay-aux-Roses) le 11 octobre 1945, journaliste radiophonique français, connu pour ses chroniques pro-allemandes sur Radio-Paris sous le régime de Vichy.
- 15 février à Remoncourt (Vosges) : Hilaire Cuny, écrivain et vulgarisateur scientifique français, mort à Orsay le 19 mars 2003[8].
- 25 février :
  - à Briey : Hubert Martin, mort le 8 juin 2008 à Giraumont, est un homme politique français.
  - à Longuyon : Robert Drapier, décédé le 23 août 1978 dans la même ville, est un homme politique français.
- 15 mars à Nancy : Francis Gruber, peintre expressionniste français, mort de la tuberculose le 1er décembre 1948, à Paris.
- 24 mars à Dombasle-sur-Meurthe : Aimée Marie-Antoinette Colin dite Amy Colin ou Amy Collin[9], morte le 14 février 2018 à Fécamp[10], chanteuse et actrice de théâtre et de cinéma française.
- 12 avril à Hayange : Jean Kobs, décédé le 29 août 1981 à Godinne (Belgique), prêtre catholique du diocèse de Namur, poète lorrain d’expression française.
- 10 mai à Relanges : Roger Adolphe Mehl, mort le 7 mars 1997 à Strasbourg, théologien et sociologue protestant français. Il est professeur à la faculté de théologie protestante de Strasbourg de 1945 à 1981 et fonde le Centre de sociologie du protestantisme au sein de l'université de Strasbourg.
- 13 mai à Arrancy-sur-Crusne : Napoléon Cochart, mort le 3 janvier 1989 à Longuyon (Meurthe-et-Moselle), homme politique français.
- 21 mai à Nancy : Denise Bailly, née Denise Jacquot, morte le 18 février 2000 dans le 6e arrondissement de Paris, actrice française.
- 27 mai à Homécourt : Jean-Louis Foncine, nom de plume de Pierre Lamoureux, mort le 29 janvier 2005 à Paris. Cet auteur français de romans pour la jeunesse, connu également sous les pseudonymes de Charles Vaudémont, Henri Malans et Mik Fondal, a été le codirecteur avec Serge Dalens à partir de 1954 de la collection Signe de piste fondée en 1937 par Jacques Michel, alias Maurice de Lansaye. Jean-Louis Foncine comme Serge Dalens ont décidé d'être inhumés au petit cimetière de Malans (Haute-Saône) où leurs sépultures sont régulièrement honorées par les scouts en visite dans le Pays Perdu.
- 16 juin à Stenay : René Amédé Émile Penoy, homme politique français, décédé le 25 janvier 1973 à Paris. En 1944, il est le fondateur du Mouvement républicain populaire (MRP) dans les Ardennes. Fidèle dès lors à ce parti, il est constamment réélu député de ce département durant toute la Quatrième République.
- 17 juin à Nancy : André Bernanose, décédé le 18 mars 2002 à Nancy, physicien, chimiste et pharmacologue français.
- 27 juin à Fraize : Jean Chassard, mort à Nancy le 31 décembre 2006, professeur de littérature allemande. Seul ou en collaboration avec son collègue Gonthier Weil, il est l'auteur de nombreux manuels de langue allemande utilisés dans la seconde moitié du XXe siècle.
- 6 juillet à Nancy : Olga Wormser ou Wormser-Migot, à l'origine Olga Jongelson, morte le 3 août 2002 à Fontenay-en-Parisis (Val-d'Oise)[11], historienne française, spécialiste de l'histoire de la déportation pendant la Seconde Guerre mondiale.
- 22 juillet à Champigneulles : Robert Weil, mort le 30 janvier 1992 à Strasbourg, professeur de physique et de chimie français, membre de la Résistance, déporté à Auschwitz puis à Gross-Rosen, et Buchenwald et membre de l’Académie nationale de Metz[12].
- 28 juillet  à Belleville-sur-Meuse[13] dans le département de la Meuse : Suzanne Jannin [14],[15], décédée le 10 juillet 1982 à Lille[16].
- 17 septembre à Saulnes (Meurthe-et-Moselle) : Louis Dupont, homme politique français, mort le 10 avril 2004 à Antibes (Alpes-Maritimes).
- 29 septembre à Nancy : Claude Heim, mort le 28 mai 2002, athlète français.
- 19 octobre : Anne-Marie Schell (décédée en 1975) est une députée française de la Quatrième République. Elle fut députée de la Moselle de 1947 à 1951. Anne-Marie Schell, née Entzmann, voit le jour à Moyeuvre-Grande, en Lorraine annexée, le 19 octobre 1912[17]
- 5 novembre à Metz : Georges Jean Kieffer (1912-1946) ou le Géant d’Obermodern a vécu au XXe siècle dans un petit village d’Alsace, et mesurait 2,42 m.
- 27 novembre à Nancy : Jean Tulasne, mort le 17 juillet 1943 dans le ciel d'Orel (Russie), était un pilote de chasse français. Compagnon de la Libération.
- 28 novembre à Nancy : Gisèle Grandpré, actrice française (née Gisèle Léonie Octavie Gire et morte à Saint-Just-d'Ardèche, Ardèche, le 19 octobre 2002).
- 7 décembre à Anglemont : Henri Thomas, écrivain, romancier et traducteur français, mort le 3 novembre 1993 à Paris[18].
- 15 décembre à Saint-Nicolas-de-Port : Henry Fournier-Foch, surnommé « Tovaritch Kapitaine Foch », mort le 16 janvier 2006 à Cordon, militaire français.

## Décès
- 7 janvier à Montigny-lès-Metz : Joseph Alois Bach (né le 15 mai 1838 à Klingenmünster, zouave pontifical et commandeur de l'ordre de Pie IX.
- 22 octobre à Portieux (Vosges) : Xavier (André François) Mougin, industriel et homme politique français né le 14 juin 1837 à Pont-à-Mousson (Meurthe-et-Moselle) .